# Nikołaj Benardos
Nikołaj Benardos, ros. Никола́й Бенардо́с (ur. 1842, zm. 1905) – rosyjski elektrotechnik. W 1882 roku opracował metodę spawania metali za pomocą łuku elektrycznego i elektrody węglowej. W 1885 roku wraz z inżynierem Stanisławem Olszewskim opatentował wynalazek poza granicami Imperium Rosyjskiego w Wielkiej Brytanii, a następnie w 17 maja 1887 roku w Stanach Zjednoczonych Ameryki. Jego wynalazek rozwinął w 1888 roku inny rosyjski inżynier Nikołaj Sławianow opracowując metodę łukowego spawania metali, gdzie elektrodę węglową zastąpił topiącą się elektrodą metalową.

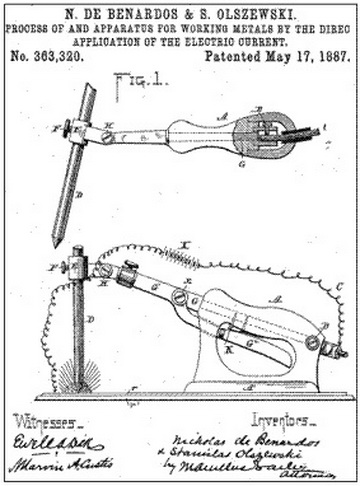
Patent na spawanie metali za pomocą łuku elektrycznego przyznany N. N. Benardosowi oraz Stanisławowi Olszewskiemu.